# Lotta libera ai Giochi della XIX Olimpiade - Pesi gallo
La competizione della categoria pesi gallo (fino a 57 kg) di lotta libera dei Giochi della XIX Olimpiade si è svolta dal 17 al 20 ottobre 1968 all'Arena Insurgentes di Città del Messico.

## Formato
Ad ogni incontro venivano assegnate penalità secondo il risultato.
Con sei penalità o più il lottatore veniva eliminato.

## Risultati
| Legenda                                  | Legenda |
| ---------------------------------------- | ------- |
| Lottatore con 6 penalità o più Eliminato |         |

### 1º Turno
Si è disputato il 17 ottobre
| Vincitore          | Pen. | Risultato   | Sconfitto       | Pen. |
| ------------------ | ---- | ----------- | --------------- | ---- |
| Herb Singerman     | 0    | Schienata   | Rogelio Famatid | 4    |
| Hasan Sevinç       | 1    | Ai Punti    | Simeon Šutev    | 3    |
| Ivan Shavov        | 1    | Ai Punti    | Jang Gyeong-Mu  | 3    |
| Yojiro Uetake      | 0    | Schienata   | Marco Terán     | 4    |
| Zbigniew Żedzicki  | 1    | Ai Punti    | Horst Mayer     | 3    |
| Pekka Alanen       | 1    | Ai Punti    | Nicolae Cristea | 3    |
| Ali Aliyev         | 0    | Squalifica  | Moises López    | 4    |
| Bazaryn Sükhbaatar | 1    | Ai Punti    | Ahmad Djan      | 3    |
| Abutaleb Gorgori   | 0,5  | Superiorità | Javier Raxón    | 3,5  |
| Donald Behm        | 1    | Ai Punti    | Muhammad Sardar | 3    |
| Bishambar Singh    | 0    | Esentato    |                 |      |

### 2º Turno
Si è disputato il 18 ottobre
| Vincitore         | Pen. | Risultato   | Sconfitto          | Pen. |
| ----------------- | ---- | ----------- | ------------------ | ---- |
| Bishambar Singh   | 0,5  | Superiorità | Herb Singerman     | 3,5  |
| Hasan Sevinç      | 2    | Ai Punti    | Jang Gyeong-Mu     | 6    |
| Ivan Shavov       | 1    | Schienata   | Simeon Šutev       | 7    |
| Zbigniew Żedzicki | 1    | Schienata   | Marco Terán        | 8    |
| Yojiro Uetake     | 0    | Schienata   | Horst Mayer        | 7    |
| Moises López      | 4,5  | Superiorità | Pekka Alanen       | 4,5  |
| Ali Aliyev        | 1    | Ai Punti    | Nicolae Cristea    | 6    |
| Abutaleb Gorgori  | 1,5  | Ai Punti    | Ahmad Djan         | 6    |
| Muhammad Sardar   | 4    | Ai Punti    | Bazaryn Sükhbaatar | 4    |
| Donald Behm       | 1    | Schienata   | Javier Raxón       | 7,5  |
| Rogelio Famatid   | -    | Ritirato    |                    |      |

### 3º Turno
Si è disputato il 19 ottobre
| Vincitore          | Pen. | Risultato   | Sconfitto         | Pen. |
| ------------------ | ---- | ----------- | ----------------- | ---- |
| Bishambar Singh    | 1,5  | Ai Punti    | Hasan Sevinç      | 5    |
| Ivan Shavov        | 1    | Schienata   | Herb Singerman    | 7,5  |
| Yojiro Uetake      | 1    | Ai Punti    | Zbigniew Żedzicki | 4    |
| Ali Aliyev         | 1,5  | Superiorità | Pekka Alanen      | 8    |
| Bazaryn Sükhbaatar | 4    | Schienata   | Moises López      | 8,5  |
| Abutaleb Gorgori   | 2,5  | Ai Punti    | Muhammad Sardar   | 7    |
| Donald Behm        | 1    | Esentato    |                   |      |

### 4º Turno
Si è disputato il 19 ottobre
| Vincitore         | Pen. | Risultato   | Sconfitto          | Pen. |
| ----------------- | ---- | ----------- | ------------------ | ---- |
| Donald Behm       | 1,5  | Superiorità | Bishambar Singh    | 5    |
| Ivan Shavov       | 3,5  | = Parità =  | Hasan Sevinç       | 7,5  |
| Yojiro Uetake     | 3    | = Parità =  | Ali Aliyev         | 3,5  |
| Zbigniew Żedzicki | 3    | Ai Punti    | Bazaryn Sükhbaatar | 7    |
| Abutaleb Gorgori  | 2,5  | Esentato    |                    |      |

### 5º Turno
Si è disputato il 20 ottobre
| Vincitore        | Pen. | Risultato   | Sconfitto         | Pen. |
| ---------------- | ---- | ----------- | ----------------- | ---- |
| Abutaleb Gorgori | 3,5  | Ai Punti    | Donald Behm       | 4,5  |
| Yojiro Uetake    | 3,5  | Superiorità | Bishambar Singh   | 8,5  |
| Ivan Shavov      | 4,5  | Ai Punti    | Zbigniew Żedzicki | 8    |
| Ali Aliyev       | 3,5  |             |                   |      |

### 6º Turno
Si è disputato il 20 ottobre
| Vincitore     | Pen. | Risultato  | Sconfitto        | Pen. |
| ------------- | ---- | ---------- | ---------------- | ---- |
| Ali Aliyev    | 5,5  | = Parità = | Abutaleb Gorgori | 5,5  |
| Donald Behm   | 5,5  | Ai Punti   | Ivan Shavov      | 7,5  |
| Yojiro Uetake | 3,5  | Esentato   |                  |      |

### Turno finale
| Vincitore     | Pen. | Risultato  | Sconfitto        | Pen. |
| ------------- | ---- | ---------- | ---------------- | ---- |
| Yojiro Uetake | 5,5  | = Parità = | Abutaleb Gorgori | 7,5  |
| Donald Behm   | 6,5  | Ai Punti   | Ali Aliyev       | 8,5  |

## Classifica finale
| Pos.    | Atleta             | Nazione          |
| ------- | ------------------ | ---------------- |
| Oro     | Yojiro Uetake      | Giappone         |
| Argento | Donald Behm        | Stati Uniti      |
| Bronzo  | Abutaleb Gorgori   | Iran             |
| 4       | Ali Aliyev         | Unione Sovietica |
| 5       | Ivan Shavov        | Bulgaria         |
| 6       | Zbigniew Żedzicki  | Polonia          |
| 7       | Bishambar Singh    | India            |
| 8       | Bazaryn Sükhbaatar | Mongolia         |
| 9       | Hasan Sevinç       | Turchia          |
| 10      | Muhammad Sardar    | Pakistan         |
| 11      | Herb Singerman     | Canada           |
| 12      | Pekka Alanen       | Finlandia        |
| 13      | Moises López       | Messico          |
| 14      | Rogelio Famatid    | Filippine        |
| 15      | Ahmad Djan         | Afghanistan      |
| 15      | Jang Gyeong-Mu     | Corea del Sud    |
| 15      | Nicolae Cristea    | Romania          |
| 18      | Horst Mayer        | Germania Est     |
| 18      | Simeon Šutev       | Jugoslavia       |
| 20      | Javier Raxón       | Guatemala        |
| 21      | Marco Terán        | Ecuador          |